# نهر ناوتسيوكي
ناوتسيوكي ( (بالروسية: Наутсийоки)‏ ) هو نهر يقع شمال شبه جزيرة كولا في مورمانسك أوبلاست، في روسيا. يبلغ طوله 25 كيلومتر (16 ميل). ينبع النهر من بحيرة ألا-ناوتسييارفي ويتدفق ليصب في باتسيوكي. أكبر روافده هو نهر كوخيسيفانيوكي.